# Schiavoni
Schiavoni (od latinskog: Sclavi izvedeno od novo latinskog: Sclabo, Sclavo, iz grčkog: Σλάβος), je bio termin koji se u ranom srednjem vijeku po Apeninskom 
poluotoku ustalio za Slavene, koji su zajedno s Avarima provalili u zapadne rimske provincije Norik, Dalmaciju, Panoniju i Iliriju.
Područje na kojem su se naselili protezalo se od Drave, na sjeveru, planine Snežnik (Mons Albius) na zapadu, sve do Makedonije na istoku, skroz do jadranske obale i gradova koji su tada dobrim dijelom nastanjeni romaniziranog stanovništva.

## Schiavoni i Mletačka republika
U Mletačkoj Republici se ime Schiavonia vremenom ustalilo kao zemljopisni pojam za teritorij od Istre preko Dalmacije do Boke kotorske, a Schiavoni za Hrvate iz tih krajeva.
Mlečani su ispočetka imenom schiavoni zvali svatkog tko je bio s istočne obale Jadrana, bez obzira je li on bio hrvatskog, italskog ili ilirskog podrijetla.
Mletačka Republika je vremenom osvajala sve više otoka i gradova na jadranskoj obali, i potčinjavala ih pod svoju vlast. Ona im je davala izvjesnu autonomiju, ali je strogo nadzirala stanje preko svojih delegiranih sudaca i upravitelja slanih iz Venecije. Postupno je i stanovnike tih posjeda uključivala u svoju flotu i vojničke jedinice, a gradovi i posjedi u Schiavoniji bili su dužni izgraditi određen broj galija, i popuniti ih s posadom, kao i držati pješaške jedinice za obranu svojih teritorija.

### Schiavonske jedinice u Mletačkoj vojsci
Schiavonska ili prekomorsko pješaštvo (oltremarini), bile su pješačke postrojbe mletačke mornarice iz Istre, Dalmacije i Boke, razmještene po tim istim prekomorskim posjedima i utvrdama republike.
Schiavonska jedinica iz grada Perasta pokazala je izuzetnu hrabrost u ratu s Trstom 1368. zbog tog je grad zaradio naslov Najvjernija zastava (Fedelissima Gonfaloniera).
Schiavonske jedinice bile su zadnje koje su napustile Veneciju s Rive degli Schiavoni 12. svibnja 1797., nakon pada Republike pod napoleonsku vlast.

### Krakteristike schiavonskih jedinica
Oružje i vojna odora, koju su inače već duže vremena koristile te jedinice, potvrdio je svojim dekretom mletački senat 24. ožujka 1724., u sklopu vojne reorganizacije države. Uniforma schiavonskog vojnika se sastojala od grimizne surke, krznene kape, uskih hlača, cipela i plavog pojasa oko struka na koji se vješalo glavno oružje: veliki mač nazvan po njima schiavona.
Časnici su imali sličnu odoru kao i vojnici, samo bogatije ukrašenu uz koju je išla zapovjednička palica,  simbol njihova položaja.
Pri kraju Mletačke Republike bilo je ukupno 11 schiavonskih pukova, od kojih je svaki imao 8 četa.

## Vanjske poveznice
- Le forze militari della Repubblica veneta in eta moderna (tal.)